# Hydrobiosis centralis
Hydrobiosis centralis är en nattsländeart som beskrevs av Ward 1997. Hydrobiosis centralis ingår i släktet Hydrobiosis och familjen Hydrobiosidae. Inga underarter finns listade i Catalogue of Life.